# Музей Первого Президента Республики Казахстан
Музей Первого Президента Республики Казахстан (каз. Қазақстан Республикасының Бірінші Президентінің мұражайы) — музей в Астане, посвящённый Первому Президенту Республики Казахстан Нурсултану Назарбаеву.

## История
С 2001 по 2004 годы в Алма-Ате существовало учреждение «Музей Первого Президента Республики Казахстан». После строительства в Астане новой президентской резиденции, получившей название Акорда, музей переехал в столицу и расположился в здании старой резиденции. Указ об открытии музея на новом месте был подписан 28 августа 2004 года.
В 2016 году музей был переведён в подчинение учреждению «Библиотека Первого Президента Республики Казахстан — Лидера Нации».

## Здание

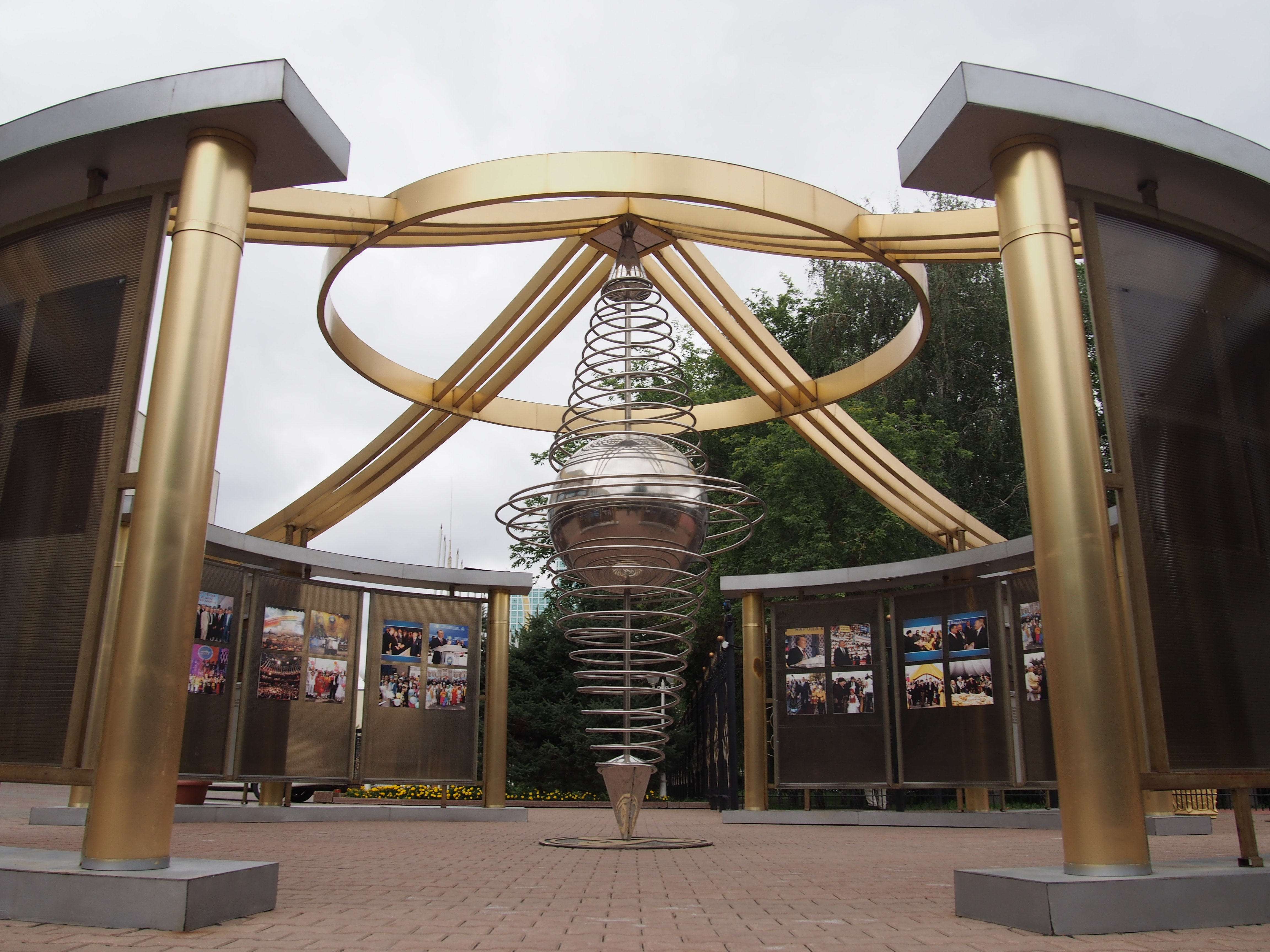
Скульптурная композиция на площади перед музеем

Здание музея насчитывает четыре этажа и занимает площадь свыше 12 тыс. м². Проект составил заслуженный архитектор Казахской ССР, народный архитектор СССР Калдыбай Монтахаев. Строительство осуществлялось в 1996—1997 годах международной фирмой «Мобитекс».
В состав комплекса вошли рабочие кабинеты президента и сотрудников администрации президента, общественные залы, зоны отдыха, залы для проведения пресс-конференций, встреч и переговоров на высшем уровне. Внутри здания имеется атриум, где установлена модель Мирового древа.
На площади перед музеем установлена металлическая скульптурная композиция в виде шанырака, установленного под ним веретена и шара, символизирующего Землю. Рядом установлены фигуры средневековых тюркских правителей и казахских ханов со штандартами, выполненные из металла и камня.

## Экспозиция

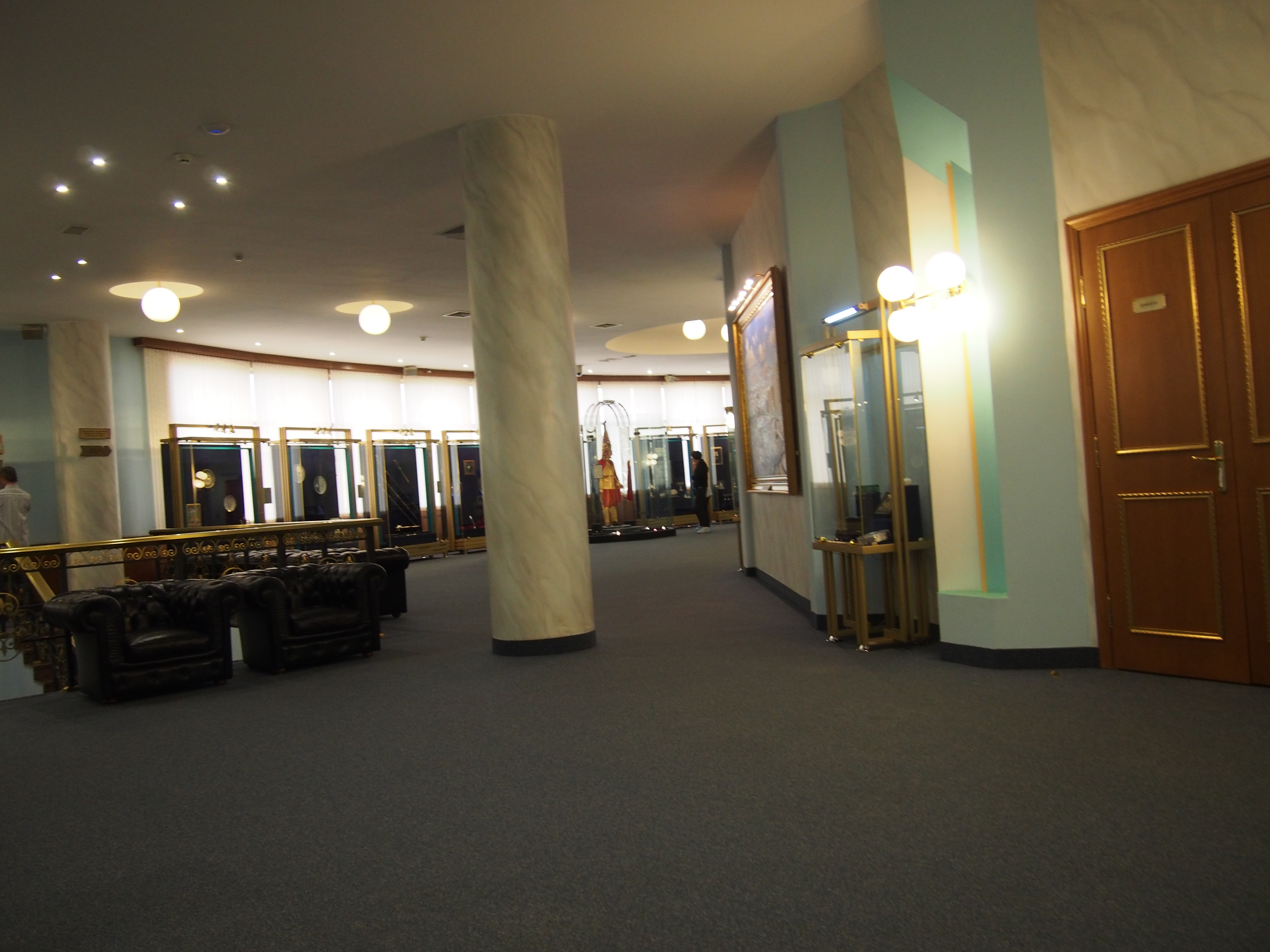
Внутри музея

Центральным объектом реорганизованного музея стал рабочий кабинет Нурсултана Назарбаева, первого президента Казахстана. Помещение расположено на втором этаже здания. В кабинете воссоздана рабочая обстановка. Здесь же выставлены нагрудный знак и штандарт президента Казахстана — официальные знаки отличия высшего должностного лица.
По соседству с рабочим кабинетом располагаются Мажилис-зал, обеденный зал, каминный зал, комната отдыха, зимний сад и другие помещения. В Мажилис-зале проходили совещания и встречи с журналистами. Сейчас в помещении расположена экспозиция, повествующая о развитии современного Казахстана, а также отдельный стенд, посвящённый первым президентским выборам в 1991 году. В Каминном зале проходили пресс-конференции президента.
Другие важные локации — Малый рабочий кабинет, зал Совета безопасности, Купольный зал, Серебряный зал, две приёмные. Зал Совета безопасности в настоящее время вмещает коллекцию оружия, некогда преподнесённого Назарбаеву в дар. В Золотом зале проводились переговоры на высшем уровне. Здесь же был принят генеральный план Астаны. Сейчас в зале представлена экспозиция «В сердце Евразии». Первая приёмная содержит экспонаты, посвящённые трудовой деятельности Назарбаева в советские годы.
В помещениях холлов и приёмных также выставлены экспонаты. Так, в холле зала Совета безопасности организована экспозиция «Дипломатические дары Главе государства» — подарки Назарбаеву от глав зарубежных государств и правительств, международных и религиозных организаций, ведущих мировых компаний, корпораций и предприятий. В холле перед Мажилис-залом располагается небольшая коллекция личных вещей Назарбаева. Холл первой приёмной президента содержит экспозицию «Атамекен», посвящённую родине, семье и раннему периоду биографии Назарбаева.
В холле третьего этажа присутствуют государственные символы: флаг, герб и экземпляр Конституции.
На четвёртом этаже находится Купольный зал, предназначенный для торжественных встреч и приёмов. В фойе зала организована экспозиция под названием «Подарки Первому Президенту Республики Казахстан — Лидеру нации» — ещё одна коллекция дипломатических подарков.